# 1
1. је била проста година.

## Рођења

### Јануар
- Википедија:Непознат датум — (око 1.) Сенека (Lucius Annaeus Seneca), римски државник, филозоф и истраживач († 65.)
- Википедија:Непознат датум — (око 1.) Стефан, архиђакон првобитне јерусалимске цркве и сродник апостола Павла († између 36. и 40.)
- Википедија:Непознат датум — (око 1.) Ђакон Никанор, архиђакон првобитне јерусалимске цркве († око 76.).

Напомене: Дионисије Мали (Dionysius Exiguus) је (око 470-540) грешком прорачунао ову годину као годину рођења Исуса Христа. По садашњим сазнањима је Исус од Назарета рођен између 7. и 4. п. н. е. У Римском царству су године називане по конзулима. "Хришћанско рачунање времена" је од стране Цркве уведено тек око 1060. године.